# Марцан-Хеллерсдорф
Марца́н-Хеллерсдорф (нем. Marzahn-Hellersdorf) — административный округ Берлина, который в 2001 году был образован путём слияния округов Марцан и Хеллерсдорф.

## Районы в составе округа Марцан-Хеллерсдорф
- 1001 Марцан (Marzahn)
- 1002 Бисдорф (Biesdorf)
- 1003 Каульсдорф (Kaulsdorf)
- 1004 Мальсдорф (Mahlsdorf)
- 1005 Хеллерсдорф (Hellersdorf)

## Прочие географические объекты
- Мост Николая Берзарина (назван с 2005)[источник не указан 624 дня]